# 格拉漢姆·瓊斯
格拉漢姆·瓊斯（Graham Jones，1966年3月3日—）是一位英格蘭政治人物，他的黨籍是工黨。自2010年開始，他擔任欣德本選區選出的英國下議院議員。他畢業於中央蘭開夏大學。